# Судзукі Касон
Судзукі Касон (鈴木華邨, 1860 — 1919) — японський живописець. Справжнє ім'я — Шіґео Судзукі.

## Біографія
Народився у Едо у сім'ї продавця кімоно. У 14 років почав навчання у Кьосай Накаджіма. Через два роки влаштувався дизайнером у Kiryu Kosho Gaisha, де пропрацював десять років.
На першій Національній індустріальній виставці у 1877 році отримав нагороду за свої дизайни з позолоченим лаком.
Починаючи з 1887 працював на Такеджіро Хасеґаву, видавця іноземної літератури на японську тематику, створюючи ілюстрації на експорт. Його колегами були Шьосо Мішіма та Йошімуне Араї. У 1890-х роках його роботи з'являлися на шпальтах газети Хочі Шінбун.
У 1898 році Судзукі Касон став членом Японської академії образотворчого мистецтва (日本美術院, не слід плутати з Академією мистецтв Японії). Отримав відзнаки на двох виставках академії (1907 та 1909 роки) та на Японсько-британській виставці 1910 року.
Його учнем був Охара Косон.